# Cynanchum descoingsii
Cynanchum descoingsii là một loài thực vật có hoa trong họ La bố ma. Loài này được Rauh mô tả khoa học đầu tiên năm 1993.